# Cressanges
Cressanges és un municipi francès, situat al departament de l'Alier i a la regió d'Alvèrnia-Roine-Alps. L'any 2007 tenia 654 habitants.

## Demografia

### Població
El 2007 la població de fet de Cressanges era de 654 persones. Hi havia 274 famílies de les quals 72 eren unipersonals (28 homes vivint sols i 44 dones vivint soles), 99 parelles sense fills, 87 parelles amb fills i 16 famílies monoparentals amb fills.
La població ha evolucionat segons el següent gràfic:
Habitants censats

### Habitatges
El 2007 hi havia 354 habitatges, 275 eren l'habitatge principal de la família, 37 eren segones residències i 41 estaven desocupats. 341 eren cases i 13 eren apartaments. Dels 275 habitatges principals, 188 estaven ocupats pels seus propietaris, 74 estaven llogats i ocupats pels llogaters i 13 estaven cedits a títol gratuït; 1 tenia una cambra, 15 en tenien dues, 39 en tenien tres, 66 en tenien quatre i 154 en tenien cinc o més. 229 habitatges disposaven pel capbaix d'una plaça de pàrquing. A 113 habitatges hi havia un automòbil i a 134 n'hi havia dos o més.

### Piràmide de població
La piràmide de població per edats i sexe el 2009 era:
| Homes | Edats   | Dones |
| ----- | ------- | ----- |
| 0     | 95 o +  | 0     |
| 4     | 90 a 94 | 8     |
| 0     | 85 a 89 | 12    |
| 4     | 80 a 84 | 4     |
| 20    | 75 a 79 | 12    |
| 16    | 70 a 74 | 24    |
| 16    | 65 a 69 | 16    |
| 24    | 60 a 64 | 12    |
| 12    | 55 a 59 | 24    |
| 20    | 50 a 54 | 8     |
| 40    | 45 a 49 | 40    |
| 28    | 40 a 44 | 28    |
| 24    | 35 a 39 | 20    |
| 8     | 30 a 34 | 12    |
| 20    | 25 a 29 | 12    |
| 20    | 20 a 24 | 16    |
| 52    | 15 a 19 | 36    |
| 20    | 10 a 14 | 28    |
| 24    | 5 a 9   | 8     |
| 12    | 0 a 4   | 20    |

## Economia
El 2007 la població en edat de treballar era de 428 persones, 335 eren actives i 93 eren inactives. De les 335 persones actives 306 estaven ocupades (170 homes i 136 dones) i 30 estaven aturades (16 homes i 14 dones). De les 93 persones inactives 33 estaven jubilades, 25 estaven estudiant i 35 estaven classificades com a «altres inactius».

### Ingressos
El 2009 a Cressanges hi havia 289 unitats fiscals que integraven 672 persones, la mediana anual d'ingressos fiscals per persona era de 15.863 €.

### Activitats econòmiques
Dels 20 establiments que hi havia el 2007, 1 era d'una empresa extractiva, 2 d'empreses de construcció, 7 d'empreses de comerç i reparació d'automòbils, 3 d'empreses de transport, 1 d'una empresa d'hostatgeria i restauració, 1 d'una empresa immobiliària, 4 d'empreses de serveis i 1 d'una entitat de l'administració pública.
Dels 5 establiments de servei als particulars que hi havia el 2009, 1 era una oficina de correu, 2 paletes i 2 veterinaris.
L'únic establiment comercial que hi havia el 2009 era una botiga de menys de 120 m².
L'any 2000 a Cressanges hi havia 45 explotacions agrícoles que ocupaven un total de 3.760 hectàrees.

## Equipaments sanitaris i escolars
El 2009 hi havia una escola elemental integrada dins d'un grup escolar amb les comunes properes formant una escola dispersa.

## Poblacions més properes
El següent diagrama mostra les poblacions més properes.